# 中華民國陸軍裝甲兵訓練指揮部
中華民國陸軍裝甲兵訓練指揮部位於臺灣新竹縣湖口鄉長岡嶺，簡稱為裝訓部，為國軍裝甲兵部隊官士兵之訓練養成單位。但裝甲步兵以及反裝甲之訓練在步訓部，裝甲砲兵之訓練在砲訓部。2013年12月，陸軍裝甲兵訓練指揮部暨裝甲兵學校更名為「陸軍裝甲兵訓練指揮部」。

## 歷史沿革

### 抗戰時期

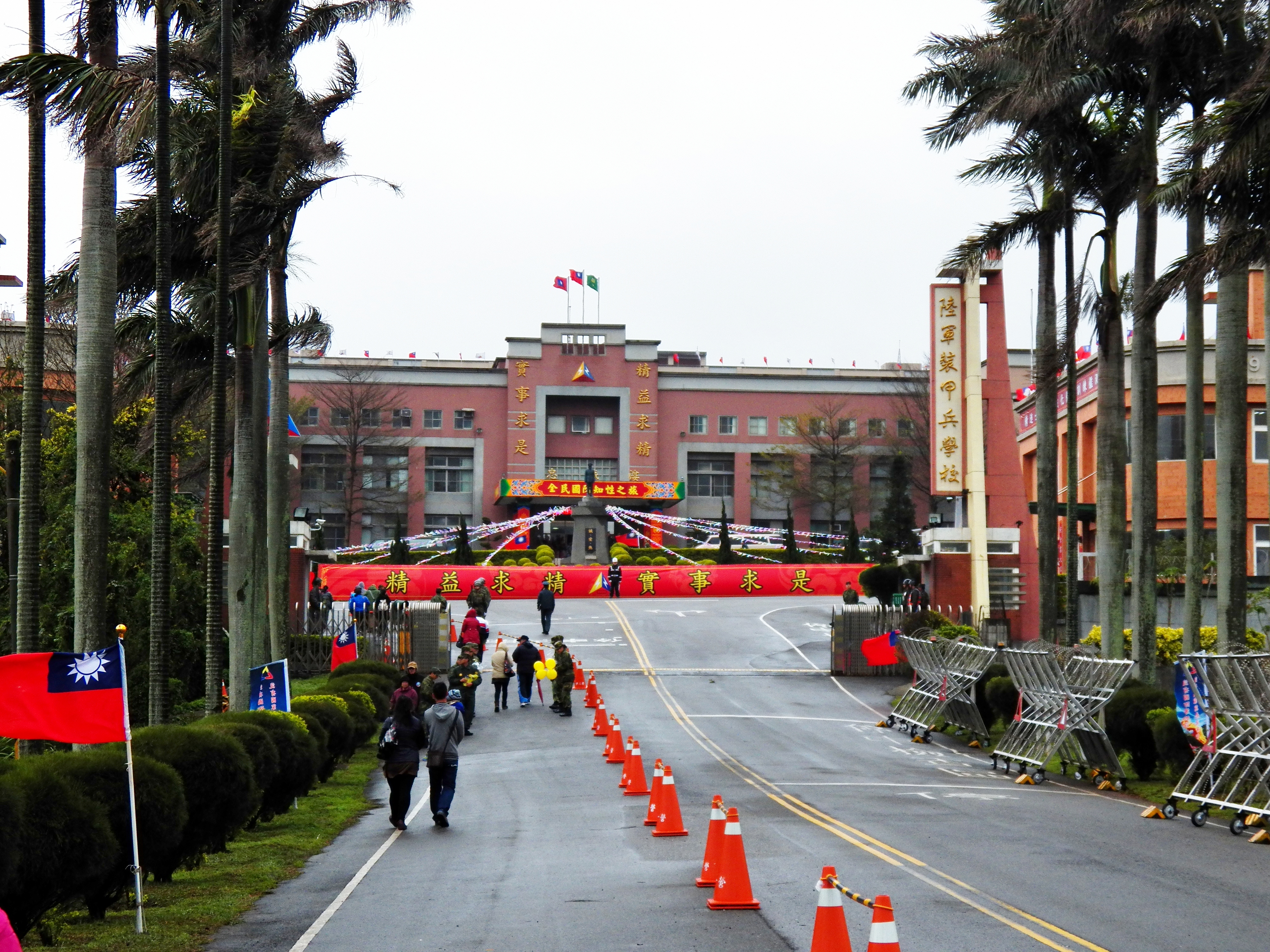
陸軍裝甲兵學校正門與忠誠樓

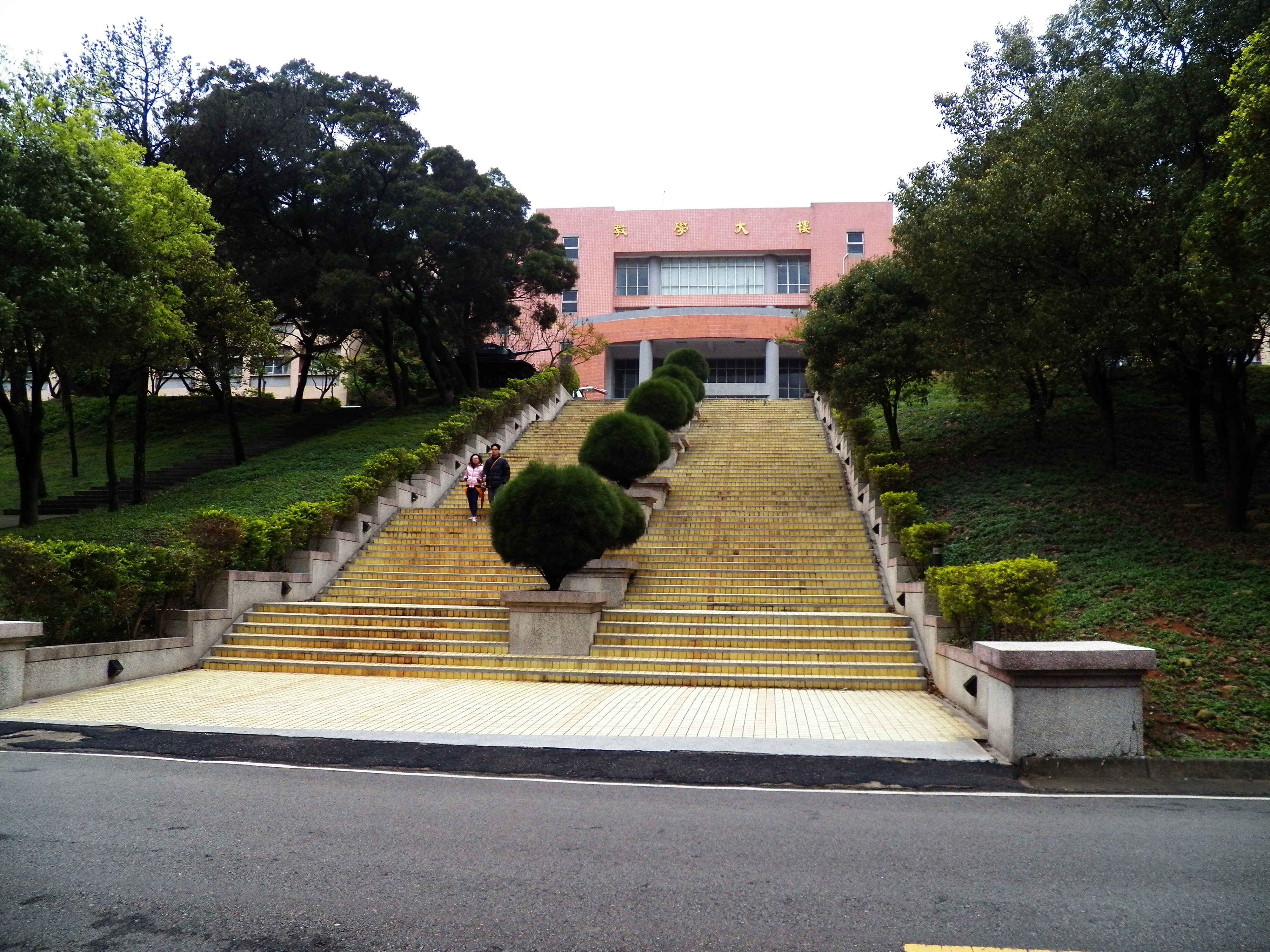
陸軍裝甲兵學校教學大樓

- 1933年长城抗战之后，日军机械化部队带来的威胁让国府当局感到急需培养机械化干部。1934年5月1日在南京三茅宫成立了陆军交通兵学校筹备处，由津浦铁路管理委员会委员长邱炜（浙江龙游人，1929年任交通兵团首任团长、军政部交通司司长等职）兼任筹备处主任。1935年2月，邱炜回老家为其母办丧事，因突发急性阑尾炎去世。1935年3月，乃由刚归国的欧美军事交通考察团团长徐庭瑶接掌其事。1935年5月1日，徐庭瑶任训练总监部交通兵监兼任通信兵监并兼任交、辎、通各校筹备主任。
- 1935年10月辎重兵学校、交通兵第二团（1930年分立该团，少将团长斯立）汽车训练班（1933年成立，班主任为保定六期李承恩，首批学员从黄埔八期一总队毕业生中抽调，学制一年）、战车营（改称战车教导营）等3个单位合并编成陆军交通辎重兵学校，简称陆军交辎学校。1936年3月1日陸軍交輜學校正式成立。校长蒋中正兼，徐庭瑶任教育长，校址位于南京丁家桥前南洋劝业会旧址，辎重兵科仍位于原址岔路口，原辎重兵学校教育长斯立仍留任。正值中央军校第十期的学生毕业，经报准交通兵科第一期学员全部选调军校第十期毕业生来校受训半年，至1936年10月22日举行第一期毕业典礼。此後多因戰爭之故而不斷遷移校址，1937年11月遷校至湖南長沙。
- 1938年7月1日，陆军交辎学校分拆，辎重兵科迁至贵州龙里另外成立辎重兵学校，交通兵科更名為陸軍機械化學校（简称「机校」），对外化名「精是学校」，徐庭瑶任校教育长，继续在长沙办学、训练。1938年10月武汉陷落、长沙大火，学校遷至廣西。1940年9月遷至湖南洪江，1944年6月遷至四川潼南，1946年5月遷至江蘇徐州。
- 1943年5月，中国驻印战车训练班正式成立(后改称战车编练处)，中方命名为「陆军机械化学校驻印战车训练班」（班主任为蔡宗濂少将，后由舒适存继任），美方则命名为「美军驻印战车学校」。战训班首由机械化学校（时在湖南洪江）派出战车科第三、四期及技术科第三期毕业生185人及学校练习营（营长王先沂）全营官兵500多人，于4月间由昆明空运印度蘭伽基地，经接领装备完成训练编组（教官及助教由中、美军、士官联合编组）及训练场地设施规划等准备工作，5月开始训练，至45年3月，先后编训7个战车营。
- 1944年冬，装甲兵教导总队在重庆上清寺成立，陈诚亲信石祖黄任总队长。1945年3月，印缅归国的战车部队相继划归教导总队指挥。

### 戡亂時期
- 1945年11月，裝甲兵教導總隊移武漢，統一所有裝甲兵戰車部隊：
  - 戰車第一團：美軍在緬甸戰場的100餘量M3A3斯圖亞特以廢鐵價格賣給國軍，船運到上海，1946年下半年到徐州。老戰車團第1營和第48師142團一部在徐州接收裝備後正式組建戰車第一團（徐州戰車團），团长谌志立。下辖三个营： 第1营营长赵志华，第2营营长尤洪涛，第3营营长梁世星。1947年4月份战车第一团装备M3A3斯圖亞特113台。在華東中原地區作戰。陸續編入第一快速縱隊、第三快速縱隊。第一營在魯南戰役覆沒，趙志華營長率7輛車逃出。蔣緯國於1946年起在戰一團擔任團附，47年8月起任團長。48年3月趙志華即接任團長。
  - 戰車第二團：蘭封戰役後第200師第1149團戰第3、第4營調入陝西，1941年編成戰車二團（后称“老二团”），团长郭彦。1946年該團人員與第48師142團一部編成新的戰2團，由西安移鄭州，配屬鄭州綏靖公署。团长蒋铁雄／吴文芝／郭东场，下辖三个营：第1营营长陈银庆，第2营营长郭东场，第3营营长杜玉恒。1947年4月份战车第一团装备T-26坦克43台、日本九七式中戰車6台。编入第二快速纵队参加豫北作战。
  - 戰車第三團：1946年1月驻印军战车第二、三营为基干和接收日军的战车所，在北平豐臺組建，团长赵振宇／张建勋。下辖三个营：第1营营长梁燕，第2营营长王绶辉，第3营营长王乃昌。在平津作戰。装备九四、九五、九七(特)、九七(一)等4种战车。第一營配屬東北保安司令長官部。驻印军战场第7营编为战车第3团第2营。1949年1月北平和平解放，战车第3团的装备、人员被解放军改编，中华人民共和国开国大典阅兵式上的坦克就多数来自于战三团。1949年3月在上海重建战三团，參與了寧滬杭戰役，月浦戰鬥中重創解放軍。海運南撤，參加了金門戰役。編號66的M5A1戰車在車長熊震球指揮下在解放軍第28軍登陸當晚一炮打中攻島解放軍的彈藥船，沖天大火使解放軍的攻島企圖暴露。這一戰被稱為“臺海第一戰”，該車被譽為“金門之熊”，陳列在古寧頭戰史館。
  - 戰車第四團：原計劃在東北組建，但到达沈阳后日军战车已被苏联军队带走，因無裝備未實際組建。
  - 裝甲炮兵團：由驻印军战车第一、二营装甲炮兵连及第48师炮兵营等单位编成，团部及第一、三两营驻河南商邱，第二营随战车第三团驻北平，团长曾荫槐／骆竞渡。
  - 裝甲汽車兵團：源於駐印軍戰車第七營，營長鲍薰南。回國後，於1945年6月在昆明接收GMC三軸十輪大卡車360輛，道奇3/4噸輕型卡車（中型吉普）9輛和威利斯1/4噸吉普車10輛，成為汽車運輸營，轄6個連，每連裝備60輛GMC大卡車，擔任雲南沾益至廣西南寧之間的滇桂公路運輸。1945年10月1日，配屬東北保安司令長官部，海運至遼西葫蘆島登陸。1946年6月1日改編為裝甲汽車兵團。營長鮑薰南上校升任團長，副團長孫鵬飛中校。轄兩個裝甲汽車營（第一營營長倪永壽，第二營營長閔克新），團直屬勤務連（沈紹先）、保養連（賈如林）、衛生隊（趙煥廷）各一，編制軍官300人，士兵2,676人，各式車輛352輛。1946年10月設立軍官教育隊，招募該團（原駐印軍）優秀軍士進行為期3個月速成軍官培養。1948年1月1日，該團增編第三個裝甲汽車營（營長錢惠康）。1948年11月2日瀋陽解放時，該團駐鐵西區盼關屯，上層軍官已經離開，只有少數尉官和軍士仍在原位，技術裝備則保存完好，接收裝甲車58輛、輔助車42輛。1949年1月，裝甲兵司令部撤銷了該團番號。

1947年4月下旬徐州九里山军火库发生大爆炸，事后清理库存，徐州九里山北营房“装教总队”有日式战车214辆、美式m3a3战车115辆、2.5吨吉姆西469辆、3.5吨道奇车900辆、2.5吨司蒂倍克77辆、2.5吨雪佛兰8辆，1.5吨军械车127辆，1/4噸指挥车66辆，工程车36辆。
1947年5月1日装甲兵教导总队与机械化学校合并改名為陸軍裝甲兵學校，校长胡献群。1948年十一月遷至上海。1949年3月遷至臺灣臺中西屯，1952年2月遷至臺中清泉崗。1964年9月遷至新竹縣湖口鄉長岡嶺至今。
1947年8月1日，各装甲团级部队直属陆军总部。
1947年9月，蒋纬国去冲绳美军基地接收“剩余物资”名义的美军战车装甲车，其中LVT水陆装甲车123辆。
有兩張老兵給的照片標示獨戰一營二連一排（第二連沒有參與古寧頭戰役）裝甲兵第一排車長周昇雷與弟兄謝玉春朱更戌等二十五人站立於 M5A1 斯圖亞特(Stuart)輕型戰車前合照，該照片拍攝日期1949.08.12 拍攝地點是臺中的一個學校。據裝甲老兵謝玉春口述，民國三十七年底，獨戰一營滯留在上海虬江碼頭，先遣部隊三十人先去臺灣，民國三十八年過年後一千多人裝甲兵搭登陸艇抵臺。M5A1戰車（數量待查）抵基隆港後運去臺中西屯日治時期的機械學校（現今臺中高工）拼裝整訓，民國三十八年秋天（約九月十月）M5A1戰車數量不知及第一連、第三連官兵前往金門備戰，民國三十八年十月二十五日參戰古寧頭戰役。
1948年3月1日，装甲兵司令部在南京成立。裝甲兵司令徐庭瑶，參謀長蔣緯國后升任副司令。
1949年上海战役，参战的装甲第一团第三营和装甲第二团第一营工M5A1坦克74辆，装甲炮兵团第二营M10自走炮12辆，独立战车第二营LVT水陆装甲车57辆，装甲汽车第二、四、五营吉姆西124辆。却仅有51辆战车撤走，损失92辆；装甲车全损；附属车343辆仅撤出2辆，军官780人撤出416人，士兵5680撤出2101人。第三野战军特纵兵纵队在上海接收装甲车105辆、战车50辆、水陆战车86辆，特纵战车团从之前的6个连扩编为2个美式战车营、1个日式战车营、1个装甲车营、1个水陆战车营。

### 迁台時期
- 1969年12月16日，再改編為陸軍裝甲兵訓練指揮部暨裝甲兵學校，單位主官為指揮官（中將）兼校長（少將）。
- 2013年12月13日，依據《軍事教育條例》修正條文規定，改編為「陸軍裝甲兵訓練指揮部」。[1][2]
- 2014年4月1日，單位名稱正式更改為「陸軍裝甲兵訓練指揮部」（公文及單位門牌）。
- 2024年12月16日，接收第一批38輛M1A2T主力戰車。

## 歷任首長

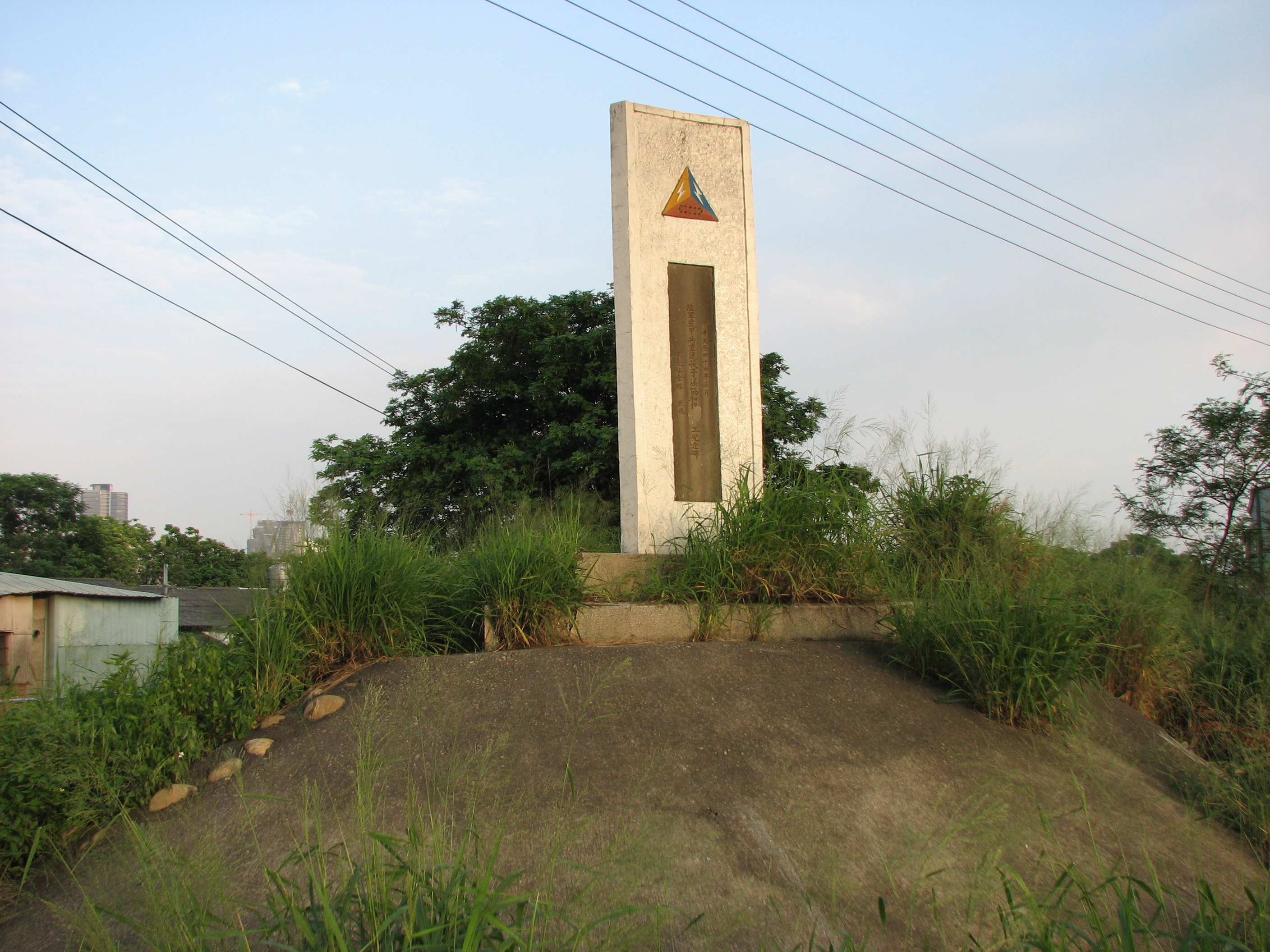
八七水災後陸軍裝甲兵重建筏子溪協和堤防竣工紀念碑，位於臺中市西屯區協和里虹揚橋旁

交輜學校--機械化學校--裝甲兵學校
1. 校長　蔣中正
2. 校長　胡獻群
3. 校長　蔡慶華
4. 校長　郭彥
5. 校長　曾蔭槐
6. 校長　趙志華
7. 校長　王綬輝
8. 校長　趙國昌
9. 校長　秦祖熙
10. 校長　張廣勳

陸軍裝甲兵訓練指揮部暨裝甲兵學校（中將編階）
1. 指揮官兼校長　郭東暘
2. 指揮官兼校長　秦祖熙
3. 指揮官兼校長　劉明湘
4. 指揮官兼校長　蔡士清
5. 指揮官兼校長　毛道恪
6. 指揮官兼校長　岳天
7. 指揮官兼校長　游傑士
8. 指揮官兼校長　余燕生
9. 指揮官兼校長　李其賢
10. 指揮官兼校長　黃耀羽
11. 指揮官兼校長　羅文山
12. 指揮官兼校長　胡家麒
13. 指揮官兼校長　楊德智
14. 指揮官兼校長　胡允武
15. 指揮官兼校長　霍守業
16. 指揮官兼校長　王福安
17. 指揮官兼校長　陳體端
18. 指揮官兼校長　楊國強
19. 指揮官兼校長　朱善權
20. 指揮官兼校長　陳良濬
21. 指揮官兼校長　嚴德發
22. 指揮官兼校長　吳有明
23. 指揮官兼校長　陳泉官

陸軍裝甲兵訓練指揮部（少將編階）
1. 指揮官　邵定謙
2. 指揮官　曹常勇
3. 指揮官　黎賢聖[3][4]
4. 指揮官　李兆明
5. 指揮官　李定中
6. 指揮官　張維燻
7. 指揮官　楊建基
8. 指揮官　周成境

## 隊徽含義
1．三角形涵義表示1944年3月3日，國軍裝甲兵於瓦魯班大捷的光榮歷史。

2．紅、黃、藍三色平衡表示，步、戰、砲三個主要戰鬥兵科及裝甲兵的誠、愛、熱的傳統精神。

3．白色的兩道閃電表示靈活通信與機動作戰的戰術思想。

4．十二塊履帶表示裝甲兵作人處世的十二項風格。

5．裝甲兵學校代號「精是」，意為實事求是、精益求精。

### 裝甲兵十二項風格
1．迅速而不草率。

2．活潑而不輕浮。
 
3．勇敢而不粗暴。

4．積極而不妄為。

5．溫和而不怯懦。
  
6．熱忱而不虛偽。

7．謹慎而不寡斷。

8．謙讓而不推諉。

9．自尊而不驕傲。

10．整潔而不奢侈。

11．莊嚴而不呆板。

12．禮貌而不諂媚。

## 裝甲兵節
為紀念1944年3月3日駐印軍戰車第一營奉命在緬北戰場反攻，由於國軍採用美援新式裝備，而且步兵與裝甲兵協同作戰的能力提升，指揮得宜，反觀日軍處於強弩之末，國軍在瓦魯班(Walawbum)取得大勝，並擄獲日軍第十八師團關防，威揚異域，稱為「瓦魯班戰役」，也以此日定為裝甲兵節。國軍裝甲兵隊徽外圍的三角形意喻瓦魯班大捷以茲紀念。
「瓦魯班戰役」在裝甲兵史上具有重大意義，相較於早期抗戰的國軍裝備劣勢，往往只能艱困抵抗敵軍的強大火力；此時則大為不同，在美國協助下組成的裝甲部隊，從事正面反攻並贏得勝利，因此這場戰役名列裝甲兵史的「四大戰役」之一。
裝甲兵四大戰役如下：「崑崙關戰役、瓦魯班戰役、延安戰役、古寧頭戰役」。

## 引用
1. 1 2  王烱華; 趙元彬（攝）. . 臺北: 臺灣蘋果日報. 2013年10月21日  [2014年5月8日]. （原始内容存档于2017年10月5日）.
2. 1 2  張立臻; 阮正霖. . 軍事新聞通訊社 (臺北: 青年日報). 2014-04-02. [永久]
3. ↑  國防部證實黎賢聖清白 今派任裝訓部指揮官 （页面存档备份，存于），聯合晚報╱記者洪哲政/台北，2014-10-16，
4. ↑  黎賢聖今接任裝訓部指揮官 （页面存档备份，存于），台灣蘋果日報╱記者陳培煌／台北，2014-10-16，

## 外部連結
- 陸軍裝甲兵訓練指揮部